# 反復唾液嚥下テスト
反復唾液嚥下テスト（はんぷくだえきえんげテスト、Repetitive saliva swallowing test:RSST）は嚥下障害に対するスクリーニングテストの一つ。甲状軟骨を触知した状態で30秒間に何回空嚥下ができるかを測定し、3回未満を陽性と判断する。

## 歴史
摂食・燕下障害の診断には嚥下造影や嚥下内視鏡が用いられるが、これらは患者への負担が大きな検査である。このため、容易に機能的嚥下障害のスクリーニングを行う方法が必要とされてきた。才藤栄一、小口和代らは安全かつ簡便に行えるスクリーニングテストの開発を行い、2000年頃より報告した。現在では最も一般的なスクリーニングテストの一つとなっている。

## 疫学
健常な高齢者が3回の空嚥下を行うのにかかる時間が11.4±6.4秒であり、このスクリーニングテストでは平均値+3SDの30秒をカットオフに用いている。嚥下造影による誤嚥の評価と比較し、感度0.80～0.98、特異度0.54～0.66と報告されている。

## 長所
簡便であること、安全性が高いこと、どこでも検査が可能であることなどが挙げられている。

## 短所
認知機能に問題がある場合（認知症など）には使用できないこと、頸部の手術を行った患者ではその手術内容により甲状軟骨の触知が困難な場合や触知での嚥下回数の測定が不適切な場合がある。